# Lajtakörtvélyes megállóhely
Lajtakörtvélyes megállóhely (németül: Haltestelle Pama) egy burgenlandi vasúti megállóhely Lajtakörtvélyes településen, melyet az Ostbahn üzemeltet.

## Vasútvonalak
Az állomást az alábbi vasútvonalak érintik:
- Pándorfalu–Pozsony-vasútvonal

## Kapcsolódó állomások
A vasútállomáshoz az alábbi állomások vannak a legközelebb:
- Köpcsény vasútállomás
- Lajtakáta vasútállomás